# Pour la France
Pour plus de détails, voir Fiche technique et Distribution.
Pour la France est un film dramatique franco-taïwanais réalisé par Rachid Hami, sorti en 2022. Il est librement inspiré de la vie de son frère Jallal Hami, mort en 2012 lors d’un rituel d’intégration à l’École spéciale militaire de Saint-Cyr.

## Synopsis
Le film suit l’élève-officier Aïssa Saïdi, un jeune Français d’origine algérienne, engagé, brillant et idéaliste, formé dans les quartiers populaires et récemment admis à Saint-Cyr. Lors d’un exercice de « bahutage » — une cérémonie d’intégration menée dans des conditions extrêmes — Aïssa meurt noyé. Ce décès brutal déclenche un affrontement entre la famille du défunt et l’institution militaire. Tandis que sa mère réclame qu’il soit inhumé avec les honneurs dus à son engagement, l’armée refuse qu’il repose dans un carré militaire, invoquant la nature controversée de l’accident.
Le frère aîné, Ismaël, marginal et révolté, prend alors le relais pour porter la mémoire d’Aïssa et mener un combat juridique et moral contre l’institution.

## Production
La narration alterne entre plusieurs temporalités : l’enfance en Algérie et en banlieue parisienne, le présent marqué par le deuil et la confrontation, et un voyage introspectif à Taïwan où Ismaël tente de reconstruire sa relation avec son frère disparu.
À travers ce récit, Rachid Hami interroge les thèmes de l’intégration, de la mémoire, de l’identité française et du regard porté sur les enfants d’immigrés dans les grandes institutions de la République.

## Fiche technique
- Titre original : Pour la France
- Réalisation : Rachid Hami
- Scénario : Rachid Hami et Ollivier Pourriol
- Musique : Dan Levy, Astrid Gomez-Montoya et Rebecca Delannet
- Photographie : Jérôme Alméras
- Montage : Joëlle Hache
- Décors : Yann Mégard
- Costumes : Joana Georges Rossi
- Production : Nicolas Mauvernay
- Société de production : Mizar Films, Ma Studios et France 2 Cinéma
- Société de distribution : Memento Distribution, en association avec 3 SOFICA
- Pays de production :  France et  Taïwan
- Langue originale : français
- Format : couleur — 2,35:1
- Genre : drame
- Durée : 113 minutes
- Dates de sortie :
  - Italie : 2 septembre 2022 (Venise)
  - Belgique : 7 octobre 2022 (Namur)
  - France : 27 octobre 2022 (Montpellier) ; 8 février 2023 (en salles)
  - Taïwan : 17 novembre 2022 (Taipei)

## Distribution
- Karim Leklou : Ismaël
- Shaïn Boumedine : Aïssa Saïdi
- Lubna Azabal : Nadia
- Samir Guesmi : Adil
- Laurent Lafitte : Général Caillard
- Vivian Sung : Julie
- Lyes Salem : Colonel Mohamedi
- Slimane Dazi : Brahim
- Laurent Capelluto : Général Ledoux
- Alicia Hava : Linda
- Hugo Becker : David
- Carole Franck : le procureur de la République
- Christophe Montenez : employé au funérarium